# Hefeier Institute für physikalische Wissenschaften

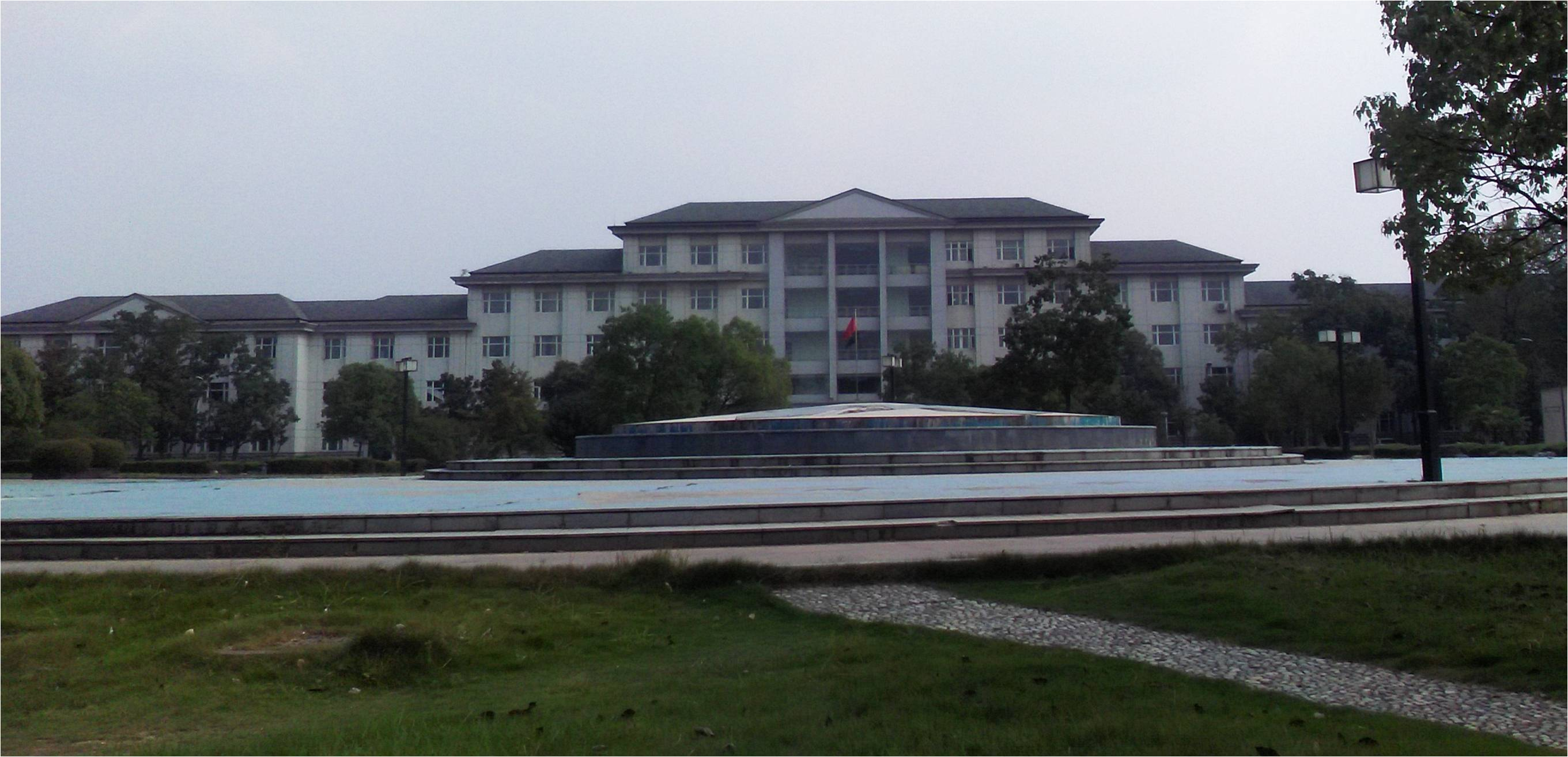
Hauptverwaltung auf der Wissenschaftsinsel

Die Hefeier Institute für physikalische Wissenschaften (chinesisch 中国科学院合肥物质科学研究院, Pinyin Zhōngguó Kēxuéyuàn Héféi Wùzhì Kēxué Yánjiūyuàn) sind eine Einrichtung der Chinesischen Akademie der Wissenschaften auf der „Wissenschaftsinsel“ (科学岛, eine Halbinsel) im Stadtbezirk Luyang am nordwestlichen Stadtrand von Hefei, der Hauptstadt der Provinz Anhui.
Das Forschungszentrum bestand 2022 aus sieben Einzelinstituten, sein Direktor ist seit dem 11. Oktober 2019 der auf optische Umweltbeobachtung spezialisierte Physiker Liu Jianguo (刘建国, * 1968).

## Geschichte

### Gründung
Im Juni 1998 hatte der Staatsrat der Volksrepublik China ein auf 13 Jahre angelegtes Programm zum Aufbau eines Nationalen Innovationssystems (国家创新体系) verabschiedet, bei dem die Chinesische Akademie der Wissenschaften als Versuchseinrichtung eine Vorreiterrolle spielen sollte. Daraufhin wurde an der Akademie das sogenannte „Wissensinnovationsprojekt“ (知识创新工程) gestartet. Neben dem Zentrum für Weltraumwissenschaften und angewandte Forschung in Peking sollte aus Mitteln dieses Programms auch in Hefei, wo sich bereits die Chinesische Universität für Wissenschaft und Technik der Akademie befand, ein Versuchsprojekt gestartet werden.
In der zweiten Jahreshälfte 2000 nahmen diese Pläne konkretere Formen an. Es war beabsichtigt, vier örtliche Forschungsinstitute mit der Zweigakademie Hefei der Chinesischen Akademie der Wissenschaften (中国科学院合肥分院) zu einem interdisziplinären Forschungszentrum zu vereinigen. Auf einer Direktoriumskonferenz der Akademie der Wissenschaften am 11. Mai 2001 wurde dieser Plan gebilligt. Im November jenes Jahres genehmigte die Akademie zunächst die Vereinigung des Anhuier Instituts für Optik und Feinmechanik, des Instituts für Plasmaphysik (等离子体物理研究所) und des Instituts für Festkörperphysik (固体物理研究所) mit der Zweigakademie Hefei zu den „Hefeier Instituten der Chinesischen Akademie der Wissenschaften“ (中国科学院合肥研究院), einer juristischen Person.
Zum Leiter der neuen Einrichtung wurde der Plasmaphysiker Xie Jikang (谢纪康, * 1945) ernannt, bis dahin Leiter der Zweigakademie Hefei.
Die konstituierende Sitzung der Hefeier Institute fand am 19. Dezember 2001 statt. Dies gilt heute als Gründungsdatum der Einrichtung.
Da die Chinesische Akademie der Wissenschaften dem Staatsrat der Volksrepublik China untersteht, musste der Zusammenschluss von der Zentralen Kommission für die Organisationsstruktur von Institutionen (中央机构编制委员会), einer gemeinsamen Einrichtung des Zentralkomitees der Kommunistischen Partei Chinas und des Staatsrats, formal gebilligt werden. Dies geschah am 8. Mai 2003. Bei dieser Gelegenheit wurde das Forschungszentrum auch in „Hefeier Institute für physikalische Wissenschaften der Chinesischen Akademie der Wissenschaften“ umbenannt. In einem abschließenden Schritt entzog die Akademie den drei Gründungsinstituten des Forschungszentrums am 17. Juni 2003 ihren Status als juristische Personen. Das Institut für Plasmaphysik, das Institut für Festkörperphysik etc. existierten weiterhin als organisatorische Einheiten, sie wurden jedoch nach außen hin, auch was die Erteilung von Patenten betraf, nur noch von der juristischen Person „Hefeier Institute für physikalische Wissenschaften“ vertreten. Die Zweigakademie Hefei wurde aufgelöst und ihre Kompetenzen dem neuen Forschungszentrum übertragen.
Für das ebenfalls in Hefei angesiedelte, am 8. Oktober 1979 aus dem 1962 gegründeten Ostchinesischen Institut für Automatisierungsbauteile und -instrumente hervorgegangenen Institut für intelligente Maschinen (合肥智能机械研究所) hatte die Akademie der Wissenschaften ursprünglich andere Pläne. Am 16. April 2004 wurde jenes Institut jedoch in die Hefeier Institute für physikalische Wissenschaften integriert.

### Zentrum für starke Magnetfelder
Am 28. Dezember 2005 gründeten die Hefeier Institute für physikalische Wissenschaften zusammen mit der Chinesischen Universität für Wissenschaft und Technik das „Hefeier Forschungszentrum für Wissenschaft und Technik starker Magnetfelder“ (合肥强磁场科学技术研究中心), dessen Leitung dem Plasmaphysiker Kuang Guangli (匡光力, * 1961) übertragen wurde, stellvertretender Direktor der Hefeier Institute.
Die Aufgabe des Zentrums war nicht Magnetfeld-Forschung an sich, sondern Projektierung und Bau von starken Magneten, mit denen Wissenschaftler diverser Disziplinen Forschung betreiben konnten. Das Projekt wurde „Versuchsgeräte für starke statische Magnetfelder“ (稳态强磁场实验装置) genannt; nach Vorlage eines detaillierten Konzepts gelang es, Gelder aus dem 11. Fünfjahresplan (2006–2010) dafür zu erhalten. Am 30. April 2008 wurde die Einrichtung in „Zentrum für starke Magnetfelder der Chinesischen Akademie der Wissenschaften“ (中国科学院强磁场科学中心) umbenannt, und am 18. Mai 2008 war Baubeginn.
Am 28. Oktober 2010 begann man, während noch gebaut wurde, mit dem Versuchsbetrieb. Am 27. September 2017 fand die Endabnahme des Komplexes statt und er wurde für Forscher aus den Gebieten Physik, Chemie, Materialwissenschaft, Biopharmazie und Maschinenbau geöffnet.

### Institut für Gesundheits- und Medizintechnik
Am 13. Mai 2010 wurde aus den mit medizinischer Physik und Medizintechnik befassten Forschungsgruppen der Hefeier Institute das „Zentrum für medizinische Physik“ (医学物理中心) gebildet, das sich mit Dingen wie Massenspektrometrie, Molekularpathologie oder Magnetresonanztomographie befasste. Die Einrichtung wurde später in „Zentrum für medizinische Physik und Medizintechnik“ (中科院医学物理与技术中心) umbenannt. Daraus ging am 8. Mai 2020 das „Institut für Gesundheits- und Medizintechnik“ (中科院合肥研究院健康与医学技术研究所) hervor.
Institutsdirektor wurde der Chemiker Liu Qingsong (刘青松), der seit 2012 die Forschungsgruppe für antineoplastische Chemotherapie am Zentrum für starke Magnetfelder geleitet hatte.

### Institut für Sicherheit der Kernenergie
Am 28. September 2011 begannen die Hefeier Institute für physikalische Wissenschaften zusammen mit der Chinesischen Universität für Wissenschaft und Technik das „Institut für Sicherheit der Kernenergie“ (中国科学院合肥物质科学研究院核能安全技术研究所) aufzubauen, das im April 2012 seinen Betrieb aufnahm.
Man befasst sich dort mit Neutronenphysik und Leistungsexkursion, der Sicherheit von Kernmaterial und in Kernkraftwerken eingesetzten Geräten, der Sicherheit beim Transport von Kernmaterial und radioaktivem Abfall, Strahlenschutz und Reaktorsicherheit, aber auch mit angewandter Kerntechnik. So arbeitet zum Beispiel eine Forschergruppe seit 2019 an einem Subminiaturreaktor für Raumfahrtzwecke.

## Struktur
Neben Verwaltungsabteilungen wie der Buchhaltung, dem Büro für Internationale Zusammenarbeit oder dem Büro für Sicherheit und Geheimhaltung bestehen die Hefeier Institute für physikalische Wissenschaften aus sieben Einzelinstituten, die wiederum zahlreiche Abteilungen und Labors besitzen und teilweise eigene Ausgründungen betreiben:
- Anhuier Institut für Optik und Feinmechanik[17]
- Institut für Plasmaphysik[18]
- Institut für Festkörperphysik[19]
- Institut für intelligente Maschinen[20]
- Zentrum für starke Magnetfelder[21]
- Institut für Sicherheit der Kernenergie[22]
- Institut für Gesundheits- und Medizintechnik[23]

Die Hefeier Institute hatten 2021 gut 2700 Mitarbeiter, darunter 300 Professoren und Werkmeister sowie 700 außerordentliche Professoren und Facharbeiter.
Das Anhuier Institut für Optik und Feinmechanik befasst sich neben wissenschaftlicher Forschungsarbeit immer noch mit Instrumentenbau und – in Kleinserie – mit der Herstellung von Nutzlasten für Erdbeobachtungssatelliten.

## Einrichtungen

### EAST
Anfang 1990 hatte die chinesische Regierung durch einen Tauschhandel mit Daunenjacken, Jeans und Porzellan von Russland einen Tokamak-Kernfusionsreaktor vom Typ T-7 im Wert von 18 Millionen Rubel erworben. Am 22. März 1990 kam der zerlegte Reaktor in Hefei an und wurde danach grundlegend umgebaut.
Am 28. Dezember 1994 gelang es mit dem nun „Hefei-Tokamak“ HT-7 (合肥托卡马克7号) genannten Gerät erstmals, Plasma zu erhalten, 1995 begann der reguläre Versuchsbetrieb. Am 3. Juni 1997 genehmigte der Staatsrat der Volksrepublik China den Bau einer weiterentwickelten Version des HT-7, zunächst „HT-7U“ genannt. Am 19. September 2003 wurde das Projekt in Experimental Advanced Superconducting Tokamak (先进超导托卡马克实验装置), kurz „EAST“, umbenannt. 
EAST besitzt 16 D-förmige, supraleitende Spulen, die ein toroidales Magnetfeld von 3,5 T erzeugen.
Vom 1. Februar bis zum 17. März 2006 wurde der Reaktor eingefahren, am 28. September 2006 fand der erste Versuch statt, bei dem man fast drei Sekunden lang einen Plasmastrom von 200 kA aufrechterhalten konnte.
Nach weiteren Verbesserungen konnte EAST ab 2015 einen Plasmastrom von 1 MA erzeugen.
Am 30. Dezember 2021 wurde bei einer Temperatur von 70 Millionen Grad mit 1056 Sekunden die damals weltweit längste Betriebszeit für einen Tokamak-Reaktor erreicht, wobei allerdings eine externe Energie von 1,73 GJ zugeführt werden musste.

### Magnete
Am Zentrum für starke Magnetfelder standen 2022 folgende Magnete für Kernspinresonanzspektroskopie, Elektronenspinresonanz, Rastertunnelmikroskopie etc. zur Verfügung:
- Fünf Bittermagnete mit Feldstärken zwischen 19,5 und 28,5 T[32]
- Ein Hybridmagnet mit einem äußeren supraleitenden Magneten von 11 T und einem inneren Bittermagneten von wahlweise 26 oder 29 T, was in der zentralen Öffnung ein Magnetfeld von 37 oder 45 T ergibt[33]
- Vier supraleitende Magnete mit Feldstärken zwischen 8 und 20 T[34]

## Lehre
Die Hefeier Institute für physikalische Wissenschaften sind auch eine universitäre Ausbildungsstätte, es werden jedoch nur Studenten aufgenommen, die bereits das Vordiplom besitzen. Im Jahr 1981 erhielten das im Dezember 1970 gegründete Institut für Optik und Feinmechanik sowie das im September 1978 als Nachfolgeorganisation der „Hefeier Forschungs- und Versuchsstation für kontrollierte Kernfusion“ (合肥受控热核反应研究实验站) jenes Instituts gegründete Institut für Plasmaphysik die Genehmigung, Diplomphysiker-Titel zu verleihen. Ab 1984 durften Doktortitel verliehen werden, ab 2002 auch am Institut für Festkörperphysik. 1995 wurden die ersten drei Stellen für Postdocs eingerichtet. 2014 wurde die Verantwortung für den gesamten Unterricht der Chinesischen Universität für Wissenschaft und Technik übertragen, und seit 2015 fungieren die Institute als „Campus Wissenschaftsinsel“ (科学岛分院) der Universität. Im Jahr 2022 nahmen neben den erwähnten drei Instituten auch das Institut für Sicherheit der Kernenergie sowie das Institut für Gesundheits- und Medizintechnik Studenten auf.
Zu diesem Zeitpunkt studierten an den Hefeier Instituten für physikalische Wissenschaften insgesamt 2500 Diplomanden und Doktoranden.

## Zeitschriften
Die Hefeier Institute geben eine Reihe von Fachzeitschriften heraus:
- Plasma Science and Technology, seit Dezember 1999 vom Institut für Plasmaphysik zusammen mit der Chinesischen Gesellschaft für Theoretische und Angewandte Mechanik im Verlag des britischen Institute of Physics herausgegeben.[40][41] Bis 2011 zweimonatliche Erscheinungsweise, ab 2012 monatlich.[42]
- „Zeitschrift für Quantenelektronik“ (量子电子学报, englisch Chinese Journal of Quantum Electronics), seit 1984 vom Anhuier Institut für Optik und Feinmechanik zusammen mit der Chinesischen Gesellschaft für Optik herausgegeben.[43] Zweimonatliche Erscheinungsweise.[44]
- „Zeitschrift für optische Atmosphären- und Umweltbeobachtung“ (大气与环境光学学报, englisch Journal of Atmospheric and Environmental Optics), seit 2006 vom Anhuier Institut für Optik und Feinmechanik herausgegeben.[45] Zweimonatliche Erscheinungsweise.[46]
- „Mustererkennung und künstliche Intelligenz“ (模式识别与人工智能, englisch Pattern Recognition and Artificial Intelligence), seit 1989 vom Institut für intelligente Maschinen zusammen mit der Chinesischen Gesellschaft für Automatisierung und dem Forschungszentrum für Hochleistungsrechner des Instituts für Rechnertechnik in Peking herausgegeben.[47][48] Bis 2012 zweimonatliche Erscheinungsweise, ab 2013 monatlich.[49]